# Quần đảo Virgin

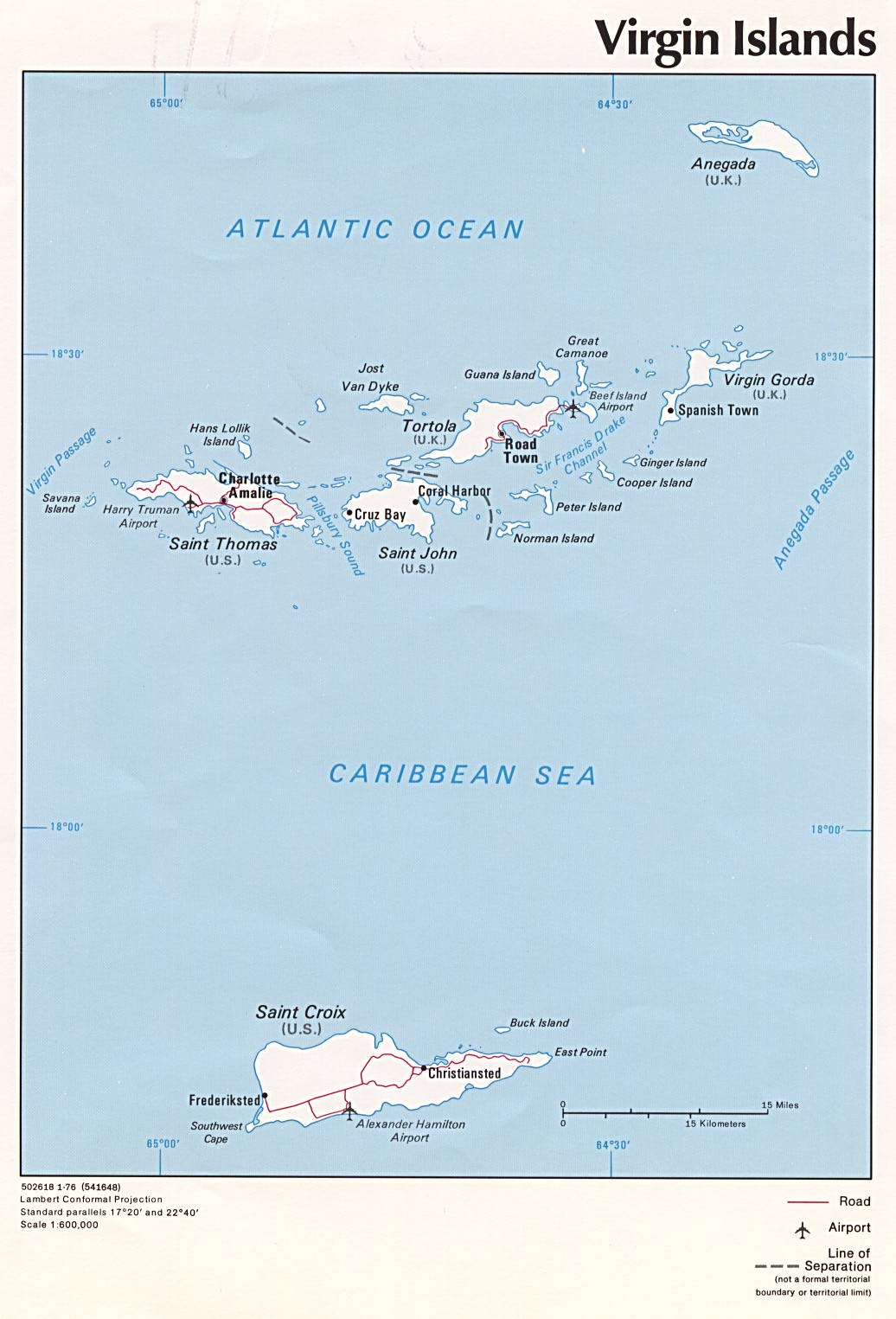
Bản đồ quần đảo Virgin

Quần đảo Virgin là nhóm đảo phía tây của quần đảo Leeward, thuộc phần phía bắc của Tiểu Antilles, tạo nên ranh giới giữa biển Caribe và Đại Tây Dương. Về chủ quyền, các đảo đông bắc tạo thành Quần đảo Virgin thuộc Anh và phía tây nam là Quần đảo Virgin thuộc Mỹ. Quần đảo cũng được gọi là Quần đảo Thủ lĩnh cướp biển.
Về mặt lý thuyết tên chính thức của quần đảo Virgin thuộc Anh chỉ đơn thuần là "Quần đảo Virgin" và tên gọi chính thức của Quần đảo Virgin thuộc Mỹ là "Quần đảo Virgin của Hoa Kỳ", nhưng trong thực tế từ năm 1977 cả hai vùng lãnh thổ hầu như đều được gọi là "Quần đảo Virgin thuộc Anh" và "Quần đảo Virgin thuộc Mỹ" để phân biệt. Quần đảo nằm về phía đông của Puerto Rico.
Quần đảo Virgin thuộc Anh là một lãnh thổ hải ngoại của Vương quốc Liên hiệp Anh và Bắc Ireland bao gồm các hòn đảo Tortola, Virgin Gorda, Jost Van Dyke, hơn năm mươi hòn đảo nhỏ lân cận, và hòn đảo Anegada xa hơn về phía bắc. Quần đảo Virgin thuộc Mỹ là một lãnh thổ chưa hợp nhất của Hoa Kỳ gồm có các đảo St. John, St. Thomas, các đảo nhỏ xung quanh và hòn đảo St. Croix về phía nam.
Christopher Columbus đã đặt tên cho quần đảo là Santa Ursula y las Once Mil Vírgenes, rút ngắn lại là Las Vírgenes. Tuy nhiên trước đó đã có các thổ dân Người Arawak, Người Carib và người Cermic trên đảo, tuy nhiên họ đã bị tuyệt chủng do dịch bệnh, lao động nặng nhọc và bị thực dân châu Âu tiêu diệt. Sau đó, quần đảo được thực dân châu Âu thuộc địa hóa, với nô lệ được mang từ châu Phi sang. Hiện nay, đa số dân cư tại quần đảo đều là con cháu của những người nô lệ này. Năm 1917, Đan Mạch đã bán thuộc địa của mình trên quần đảo cho Hoa Kỳ.
Xe cơ giới chạy bên trái đường ở cả hai phần quần đảo thuộc Anh và Mỹ, mặc dù vậy hầu hết xe đều có tay lái bên trái do được nhập khẩu từ Hoa Kỳ. Ngoài ra, đồng đô la Mỹ là đơn vị tiền tệ chính thức trên cả Quần đảo Virgin thuộc Anh và Quần đảo Virgin thuộc Mỹ.